# Kurhausstraße 31 (Bad Kissingen)

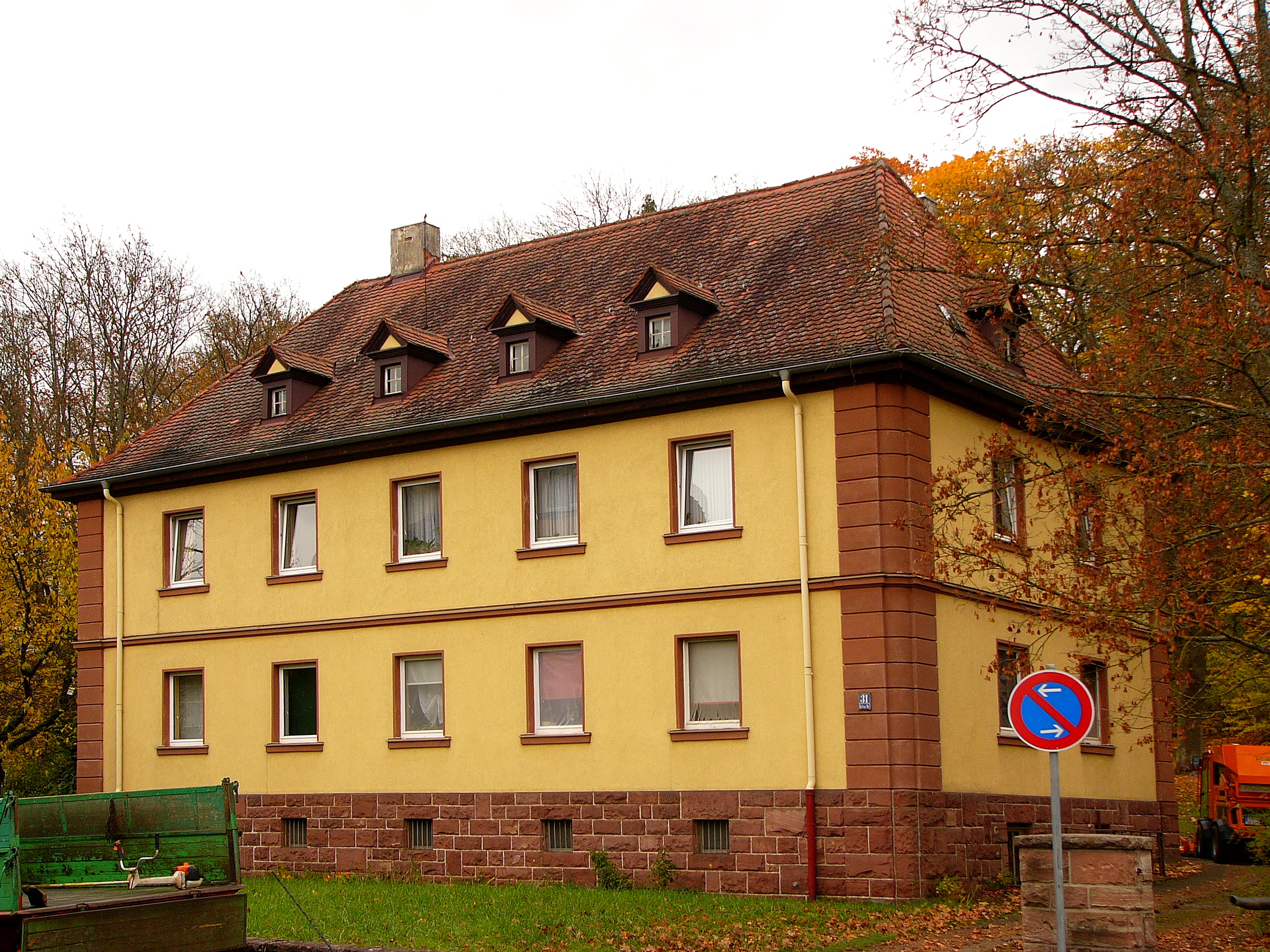
Kurhausstraße 31 in Bad Kissingen

Das Gebäude Kurhausstraße 31 in der Kurhausstraße in Bad Kissingen, der Großen Kreisstadt des unterfränkischen Landkreises Bad Kissingen, gehört zu den Bad Kissinger Baudenkmälern und ist unter der Nummer D-6-72-114-37 in der Bayerischen Denkmalliste registriert.

## Geschichte
Bei dem Anwesen handelt es sich um das ehemalige Beamtenwohnhaus der deutschen Reichsbahngesellschaft. Der zweigeschossige, verputzte Walmdachbau mit Eckquaderung und Hausteinsockel entstand um das Jahr 1925. Die traditionelle Formengebung mit Sockel und Eckquaderung wird mit der Schlichtheit des Neuen Bauens kombiniert. Die Fassade ist verglichen mit dem Urzustand inzwischen stark verändert.
Heute befinden sich in dem Anwesen Wohnungen.